# Ville Lång
Ville Lång (født 14. februar 1985) er en finsk badmintonspiller. Han har ingen større internationale mesterskabs titler, men har en bronzemedalje fra Junior-VM i 2003. Lång var udtaget til at repræsentere Finland ved sommer-OL 2008, hvor han blev slået ud i første runde af Sony Dwi Kuncoro fra Indonesien.
Ville flyttede i sæsonen 14/15 til Vendsyssel Elite Badminton(VEB). Hvor han udover at spille individuelle turneringer, spiller for Vendsyssels 1. hold.

## Deltagelser i turneringer
Olympic Games, London - 2012
Olympic Games, Beijing - 2008
Finnish Champion - 2005, 2006, 2007, 2008, 2009, 2010, 2011, 2012, 2013, 2014
Scottish Open Grand Prix - 2014
European Championships - 2014(Bronze)
Swedish Open - 2014
Estonia Open - 2009, 2012
Norway Open - 2011
Hungary Open - 2010
Turkey Open - 2010
Norway Open - 2008
White Nights, Saint Petersburg - 2008
Romania Open - 2008
Croatia Open - 2008
Scotland Open - 2006
Toulouse Open - 2006
Junior European Championships - 2003(Bronze)
Danish Junior Cup - 2002